# Demetrio (figura bíblica)
El nombre Demetrio aparece en dos lugares del Nuevo Testamento:
- un platero adorador de Diana que incitó un motín contra elapóstol Pablo en la ciudad de Éfeso.[1]
- Un discípulo elogiado en 3 Juan 1:12. Posiblemente el portador de las cartas de 1, 2 y 3 Juan, Demetrio es encomendado al líder cristiano primitivo Gayo (3 Juan 1:11) como alguien que defiende la verdad del Evangelio, y como tal debe ser acogido y provisto.